# (22158) Chee
(22158) Chee est un astéroïde de la ceinture principale d'astéroïdes.

## Description
(22158) Chee est un astéroïde de la ceinture principale d'astéroïdes. Il fut découvert le 21 novembre 2000 à Socorro (Nouveau-Mexique) par le projet LINEAR. Il présente une orbite caractérisée par un demi-grand axe de 2,53 UA, une excentricité de 0,13 et une inclinaison de 9,3° par rapport à l'écliptique.

## Compléments